# Ratowice (Basse-Silésie)
Pour les articles homonymes, voir Ratowice.
Ratowice est une localité polonaise de la gmina de Czernica, située dans le powiat de Wrocław en voïvodie de Basse-Silésie.